# Babr nigromaculatus
Babr nigromaculatus is een vlokreeftensoort uit de familie van de Pallaseidae. De wetenschappelijke naam van de soort is voor het eerst geldig gepubliceerd in 1922 door Dorogostaisky.